# Trimenia papuana
Trimenia papuana är en tvåhjärtbladig växtart som beskrevs av Henry Nicholas Ridley. Trimenia papuana ingår i släktet Trimenia och familjen Trimeniaceae. Inga underarter finns listade.